# La La Land (film)
La La Land – amerykański komediodramat muzyczny w reżyserii Damiena Chazelle’a z 2016 roku. Tytuł filmu stanowi grę słów i odnosi się do Los Angeles, miejsca akcji filmu, oraz idiomu z języka angielskiego „be living in la la land”, oznaczającego „bujać w obłokach”.
Chazelle napisał pierwszą wersję scenariusza w 2010, ale problemy ze znalezieniem wytwórni spowodowały zawieszenie projektu. Po sukcesie filmu Whiplash w końcu wytwórnia Summit Entertainment zgodziła się wyprodukować La La Land. Film miał swoją premierę światową na otwarciu 73. MFF w Wenecji 31 sierpnia 2016, gdzie był prezentowany w konkursie głównym i zdobył Puchar Volpiego dla najlepszej aktorki (Emma Stone).
Film uzyskał przychylne recenzje krytyków i zdobył 6 Oscarów, 7 nagród Złotych Globów oraz 5 nagród Brytyjskiej Akademii Filmowej.

## Fabuła
Akcja filmu dzieje się w Los Angeles. Młoda aspirująca aktorka Mia Dolan, stojąc w korku na autostradzie popada w konflikt z wyprzedzającym ją kierowcą, pianistą jazzowym Sebastianem Wilderem. Po ciężkim dniu pracy w kawiarni Warner Bros. Mia udaje się na przesłuchanie do roli, jednak w trakcie odgrywania emocjonującej sceny, reżyser castingu odbiera telefon, przez co kończy się ono niepowodzeniem. Tej samej nocy, jej współlokatorki zaciągają ją na wystawną imprezę w Hollywood Hills, obiecując, że ktoś z tłumu może pomóc jej w karierze. Gdy jej samochód zostaje odholowany, rozczarowana dziewczyna wraca do domu.
Sebastian, grając „do kotleta” w restauracji, daje się ponieść jazzowej improwizacji mimo ostrzeżeń szefa oczekującego od niego grania jedynie bożonarodzeniowych utworów. Mia słysząc graną melodię, wchodzi do restauracji poruszona i tym samym staje się świadkiem zwolnienia Sebastiana za nieposłuszeństwo. Opuszczając lokal, mężczyzna ignoruje Mię komplementującą jego muzykę. Po paru miesiącach, Mia ponownie natrafia na Sebastiana, który tym razem na imprezie gra w zespole wykonującym covery popowych utworów z lat 80. Wracając z przyjęcia, oboje udają się do swych samochodów. Mimo objawiającej się wyraźnej chemii między nimi, lamentują, że marnują ze sobą cudowną noc.
Sebastian odwiedza Mię, która po zakończonej pracy oprowadza go po zapleczu studia Warnera, wyjawiając jednocześnie swą pasję do aktorstwa. Ten z kolei zabiera ją do klubu jazzowego, gdzie opisuje swą miłość do jazzu i chęć otworzenia własnego klubu. Później zaprasza ją do kina na pokaz Buntownika bez powodu, na co dziewczyna się zgadza. Zapomina jednak o zaplanowanej wcześniej randce ze swoim chłopakiem, Gregiem. Znudzona kolacją wybiega jednak z restauracji do kina, gdzie odnajduje Sebastiana. Oboje kończą wieczór romantyczną wycieczką po Griffith Observatory.
Mia i Sebastian ostatecznie stają się parą i zaczynają ze sobą mieszkać. Po kolejnych nieudanych przesłuchaniach, dziewczyna za namową Sebastiana rozpoczyna pracę nad monodramem z zamiarem wystąpienia w nim. Pianista z kolei zaczyna regularnie występować w klubie, gdzie spotyka byłego kolegę z klasy, Keitha, który proponuje mu stanowisko klawiszowca w swoim zespole i dobre wynagrodzenie. Mimo przerażenia popowym stylem wykonywanej muzyki, przyjmuje angaż, po podsłuchaniu rozmowy Mii z matką, której zapewnia, że ten pracuje nad swoją karierą. Zespół odnosi sukcesy, jednak Mia zauważa brak zadowolenia Sebastiana ze swojej pracy.
W trakcie trwania pierwszej trasy koncertowej dochodzi do kłótni między parą. Mia oskarża Sebastiana o porzucenie marzeń, z kolei on twierdzi, że lubiła go bardziej, gdy był nieudacznikiem. Dwa tygodnie później mężczyzna nie pojawia się na jej występie z powodu sesji zdjęciowej. Przedstawienie nie wychodzi jednak tak dobrze jak planowano; na widowni pojawia się jedynie kilka osób, a Mia zza kulis słyszy niepochlebne komentarze na temat swego aktorstwa. Zrozpaczona i nie mogąca wybaczyć Sebastianowi braku obecności na występie, zrywa z nim i przenosi się do rodzinnego Boulder City w Nevadzie.
Sebastian odbiera telefon od znanej reżyser castingu, która widziała sztukę Mii i zaprasza ją na udział w castingu. Mężczyzna specjalnie jedzie do Boulder City, gdzie odnajduje dziewczynę i przekonuje ją do stawienia się na przesłuchaniu. Na miejscu Mia zostaje poproszona o opowiedzenie jakiejś historii. Decyduje się więc zaśpiewać o swojej zmarłej w wyniku choroby alkoholowej ciotce, byłej aktorce teatralnej, która była dla niej inspiracją do pogoni za marzeniami. Przekonany o sukcesie jej przesłuchania, Sebastian zachęca Mię do całkowitego poświęcenia się roli. Oboje decydują się rozstać, by realizować swoje marzenia, jednak wyznają sobie miłość na zawsze.
Mija 5 lat. Mia jest już gwiazdą filmową i żoną innego mężczyzny, Davida, z którym ma córkę. Pewnej nocy para natyka się na pewien klub jazzowy, który okazuje się należeć do Sebastiana. Kiedy dostrzega on swą byłą dziewczynę wśród widowni, gra na pianinie ich motyw miłosny. Tak oto rozpoczyna się sekwencja, przedstawiająca alternatywną rzeczywistość, w której to związek byłej pary rozwijał się równolegle z karierą. Przed opuszczeniem lokalu, Mia i Sebastian wymieniają się ze sobą pozdrawiającym uśmiechem.

## Obsada
- Ryan Gosling jako Sebastian Wilder
- Emma Stone jako Mia Dolan
- John Legend jako Keith
- J.K. Simmons jako Bill
- Rosemarie DeWitt jako Laura Wilder
- Finn Wittrock jako Greg Earnest
- Jessica Rothe jako Alexis
- Sonoya Mizuno jako Caitlin
- Callie Hernandez jako Tracy
- Tom Everett Scott jako David
- Meagen Fay jako mama Mii
- Damon Gupton jako Harry
- Jason Fuchs jako Carlo
- Josh Pence jako Josh
- Anna Chazelle jako Sarah

## Produkcja

### Przygotowania

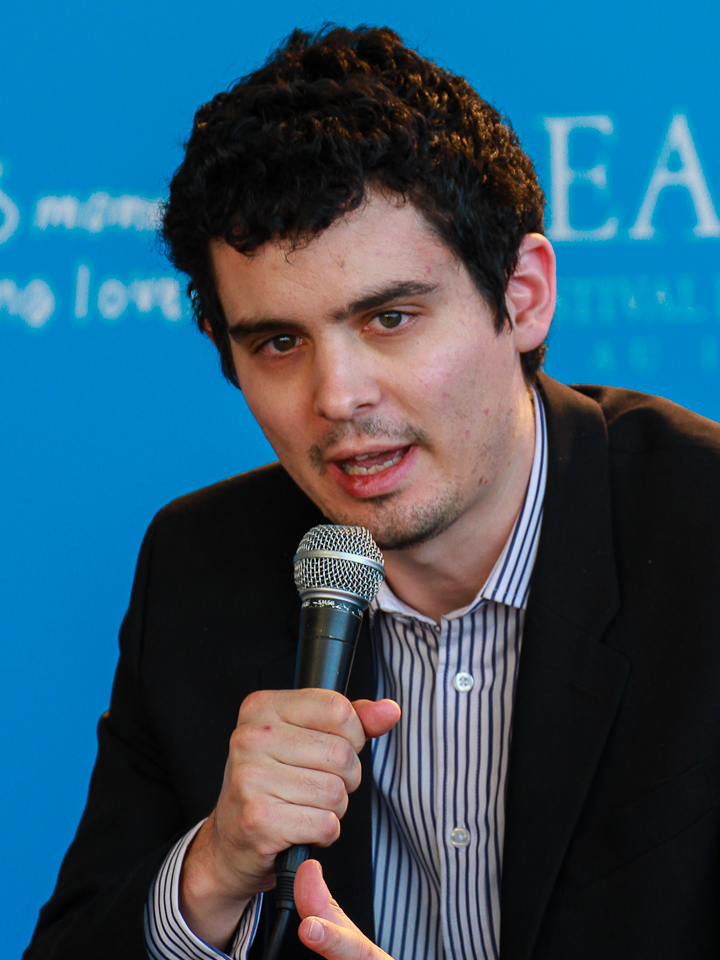
Damien Chazelle otrzymał wiele nagród za reżyserię i scenariusz do filmu.

Pierwsza wersja scenariusza do La La Land została napisana w 2010 r. przez Damiena Chazelle’a, który jako niedoszły perkusista wykazywał silne zainteresowanie filmami muzycznymi. W swoim dziele starał się złamać niektóre konwencje spotykane w musicalach oraz zamierzał złożyć hołd osobom, które przeprowadzają się do Los Angeles w pogoni za marzeniami. Nad filmem pracował będąc studentem Harvardu wraz ze swoim przyjacielem Justinem Hurwitzem. Obaj nawiązywali do konceptu w swej wspólnej pracy magisterskiej Guy & Madeleine on the Park Bench (2009). Chazelle’a zainspirował także sposób narracji w filmach dokumentalnych Manhattan (1921) i Człowiek z kamerą filmową (1929), które oddawały hołd wielkim miastom. Po ukończeniu studiów obydwaj przenieśli się do Los Angeles, gdzie ukończyli pracę nad scenariuszem i wprowadzili kilka modyfikacji, jak zmianę miejsca akcji z Bostonu na LA.
Zamiast próbować dopasować miasta do uroku cechującego Paryż czy San Francisco, Chazelle zdecydował się skupić na cechach wyróżniających Los Angeles: korkach samochodowych, rozciągłości czy panoramie miasta. Styl i ton filmu zainspirowany został francuskimi musicalami Jacquesa Demy’ego – Parasolkami z Cherbourga (1964) i Panienkami z Rochefort (1967); szczególnie tym drugim ze względu na występującą w nim ilość jazzu i sekwencji tanecznych. Zawarte zostały także aluzje do hollywoodzkich klasyków, takich jak Broadway Melody of 1940 (1940), Amerykanin w Paryżu (1951), Deszczowa piosenka (1952) czy Wszyscy na scenę (1953).

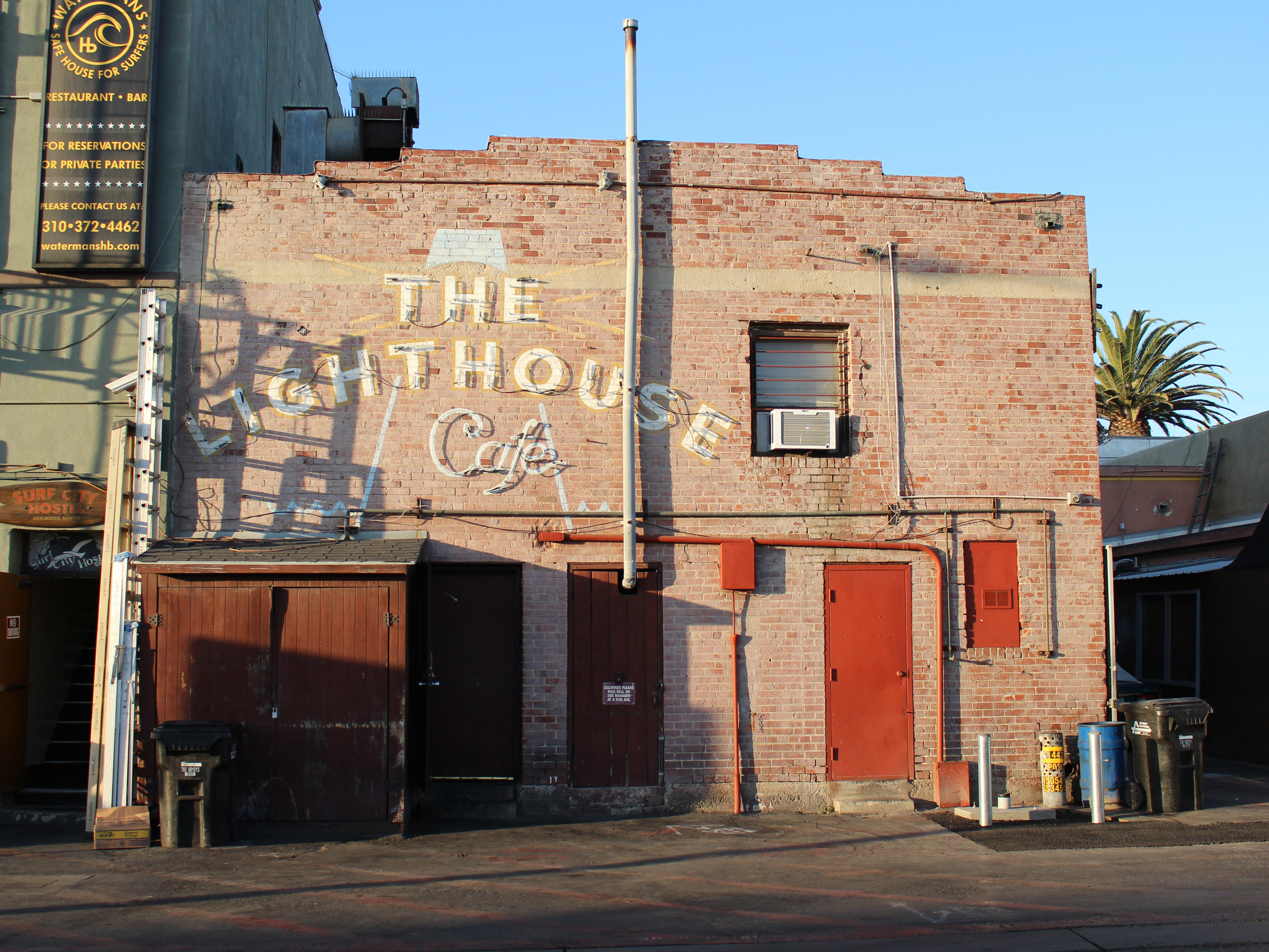
Klub jazzowy Lighthouse na Hermosa Beach, który wystąpił w filmie

Chazelle miał znaczne problemy ze znalezieniem wytwórni, która zgodziłaby się wyprodukować jego film. Producenci, z którymi się kontaktował, nie byli przekonani do pomysłu musicalu jazzowego oraz wątpili w sukces finansowy. Nie pomagał także fakt, że Chazelle był wówczas początkującym twórcą bez większego doświadczenia. Dzięki przyjaciołom znalazł producentów i został przedstawiony Jordanowi Horowitzowi i Fredowi Begrerowi. Z ich pomocą scenariusz trafił do Focus Features, które miało wyprodukować film za 1 milion dolarów. Wytwórnia domagała się jednak diametralnych zmian w scenariuszu, takich jak zmiana gatunku muzycznego na rock, uproszczenie sceny otwierającej film oraz zmiana zakończenia na bardziej szczęśliwe dla głównych postaci. Chazelle nie zgodził się na to i zawiesił projekt.
Jego późniejszy scenariusz Whiplash wymagał mniejszego budżetu i był mniej ryzykowaną inwestycją dla producentów. Po uzyskaniu przychylnych recenzji oraz licznych nagród Chazelle wznowił działania, by przenieść La La Land w fazę produkcji. W 2015 r. po tym gdy Whiplash uzyskał pięć nominacji do Oscara i przy budżecie wynoszącym 3,3 miliona dolarów zarobił prawie 50 milionów, skontaktowały się z reżyserem Summit Entertainment oraz Black Label Media, których przedstawiciele zgodzili się sfinansować film bez ingerencji w scenariusz. Byli bowiem pod wrażeniem krytycznego i komercyjnego sukcesu jego poprzedniej produkcji. Patrick Wachsberger z Lionsgate zmusił nawet Chazelle’a do powiększenia budżetu, tłumacząc, że wysokiej jakości musicalu nie da się nakręcić tanio.

### Casting
Miles Teller i Emma Watson byli wstępnie obsadzeni w głównych rolach. Watson opuściła projekt dołączając do obsady adaptacji Pięknej i Bestii z 2017 r., natomiast Teller nie zgodził się na proponowany mu kontrakt. Chazelle zdecydował się by jego bohaterowi byli nieco starsi i bardziej doświadczeni w swej pogoni za marzeniami, a nie młodymi przybyszami w Los Angeles.
Emma Stone gra rolę Mii, aktorki szukającej angażu w przerwach pomiędzy pracą w kawiarni. Stone została fanką musicali, gdy w wieku 8 lat zobaczyła w teatrze Les Miserablés, z kolei udział w numerze śpiewanym zawsze był dla niej marzeniem. W wieku 15 lat przeprowadziła się z matką do Hollywood, aby tam rozpocząć karierę aktorską. Przez cały pierwszy rok bezskutecznie walczyła o role na przesłuchaniach. Chazelle poznał Stone, kiedy ta debiutowała na deskach Broadwayu w spektaklu Cabaret. Chazelle i Hurwitz widzieli jej występ w nocy, której aktorka była przeziębiona. Na późniejszym wspólnym obiedzie przedstawił jej zarys planowanego filmu i przekonał ją do dołączenia obsady. Propozycję przyjęła m.in. ze względu na pasję twórczą Chazelle’a. Przygotowując się do roli obejrzała kilka musicali, które zainspirowały twórcę, w tym Parasolki z Cherbourga czy filmy z udziałem Freda Astaire’a i Ginger Rogers. Część doświadczeń, które Stone przeżyła jako początkująca aktorka, zostały zawarte w filmie.
Ryan Gosling gra rolę Sebastiana, pianisty jazzowego z aspiracjami otworzenia własnego klubu. Podobnie jak w przypadku Stone, niektóre wydarzenia z początku jego kariery zostały dołączone do filmu. Jedno z nich znalazło się w filmie do sceny z Mią. Gosling odgrywał wówczas emocjonującą scenę płaczu, kiedy to reżyser castingu odebrał telefon i zaczął rozmawiać o swoich planach na lunch. Chazelle spotkał się z Goslingiem w sprawie roli w barze znajdującym się w pobliżu domu aktora, kiedy ten przygotowywał się do swojej roli w Big Short.
Chazelle obsadził Stone i Goslinga zaraz po wykupie praw przez Summit Entertainment. Przyznał, że jego zdaniem ta para aktorów najbardziej przypomina klasyczne hollywoodzkie pary, takie jak Katharine Hepburn i Spencer Tracy, Fred Astaire i Ginger Rogers, Humphrey Bogart i Lauren Bacall czy Myrna Loy i William Powell. Była to trzecia współpraca aktorów po filmach Kocha, lubi, szanuje (2011) oraz Gangster Squad. Pogromcy mafii (2013). Obsadzając Chazelle pytał ich o katastrofalne przesłuchania. Obydwoje nauczyli się śpiewać i tańczyć do sześciu oryginalnych utworów z filmu.
Reszta obsady została ogłoszona pomiędzy lipcem a sierpniem 2015. Amerykański piosenkarz R&B dołączył do projektu w roli producenta oraz jednej z postaci.
Za choreografię filmu odpowiadała Mandy Moore. Próby miały miejsce w biurze produkcyjnym w Atwater Village na przestrzeni od trzech do czterech miesięcy. Gosling uczył się gry na pianinie w jednym pokoju, Stone pracowała z Moore w drugi, z kolei w jeszcze innym kostiumy przygotowywała Mary Zophres. Chazelle w każdy piątek wieczorem puszczał ekipie klasyczne filmy, które zainspirowały go do nakręcenia filmu, w tym Parasolki z Cherbourga, Deszczową piosenkę, Panów w cylindrach i Boogie Nights.

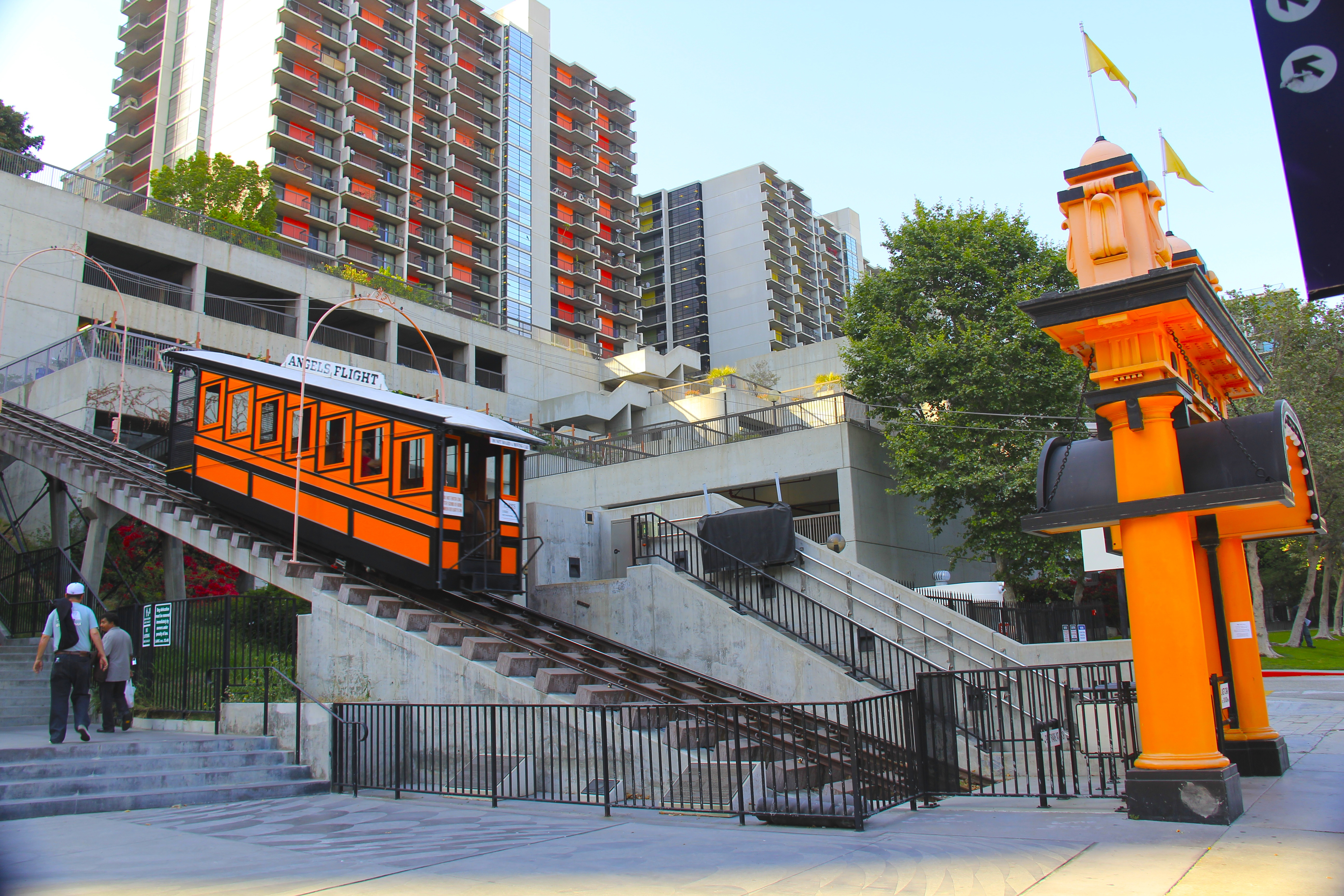
Angels Flight występujące w jednej ze scen filmu.

### Zdjęcia
Chazelle położył nacisk na to, by sceny muzyczne zostały nakręcone w jednym ujęciu, z kolei aktorzy byli filmowani „od stóp do głów”, składając w ten sposób hołd musicalom z lat 30. XX wieku. Dodatkowo chciał on, by film naśladował kinematografię znaną z filmów kręconych w szerokoekranowym CinemaScope, takich jak Zawsze jest piękna pogoda (1955). W związki z tym film nakręcony został na taśmie celuloidówej (nie cyfrowo) przy użyciu sprzętu Panavison w proporcjach 2.55:1, jednak nie w prawdziwym CinemaScope, ponieważ technologia ta nie jest już dostępna.
Boston z pierwszej wersji scenariusza ustąpił miejsca Los Angeles, które zdaniem reżysera jest miastem zbudowanym przez ludzi z marzeniami niemożliwymi do spełnienia. Zdjęcia rozpoczęły się 10 sierpnia 2015 r. Za lokacje posłużyło ponad 60 miejsc, w tym Hollywood Hills, Angels Flight, South Pasadena, studio Warner Bros. i Griffith Observatory. Trwający 40 dni okres zdjęciowy zakończył się we wrześniu tego samego roku.
Scena początkowa została nakręcona jako pierwsza. Wymagała zamknięcia części autostrady, dwóch dni zdjęć oraz udziału ponad 100 tancerzy. Celem Chazelle’a było ukazanie rozpiętości miasta. Początkowo planował ową sekwencję nakręcić na poziomie gruntu, dopóki nie zdecydował się jej kręcić na więźle 105-110 znajdującym się na łuku 30 metrów nad ziemią. Scenograf David Wasco powiedział: „Byłem pewien, że ktoś upadnie i się zabije.” Chazelle porównał scenę do żółtej drogi prowadzącej do Szmaragdowego Miasta w Czarnoksiężniku z Oz (1939).
Trwający 6 minut pierwszy taniec Mii i Sebastiana musiał zostać nakręcony podczas złotej godziny. Brak doświadczenia Stone oraz Goslinga w scenach muzycznych doprowadziło do wielu błędów i wymusiło osiem prób trwających dwa dni zdjęciowe. Podczas jednego z dubli Stone nawet potknęła się o oparcie ławki. Aktorzy spotkali się oni jednak z wyrozumiałością i współczuciem reżysera.
Romantyczna kolacja głównych bohaterów zdaniem Chazelle’a była jedną ze scen, które najczęściej przepisywał w scenariuszu. Zaróno Gosling, jak i Stone pomogli w tworzeniu dialogów do niej, aby okazała się jedną z bardziej realistycznych w filmie przepełnionym elementami fantastycznymi.
Postprodukcja zajęła blisko rok. Chazelle współpracował wtedy z Tomem Crossem, wspólnie szukając pożądanego efektu przy montażu.

## Odbiór
La La Land został przychylnie przyjęty przez krytyków. W agregatorze Rotten Tomatoes 91% z 434 recenzji jest pozytywne, a średnia ważona ocen wyniosła 8,63/10. Pozytywne opinie wyszczególniły sceny muzyczne, zwłaszcza sekwencję otwierającą film, aktorstwo Stone oraz zdjęcia. Chwalono również autentyczność postaci i podejście do motywu marzeń. Negatywne opinie krytykowały niektóre elementy choreograficzne i śpiew, głównie Goslinga, oraz podkreślały spowolnienie akcji w środku filmu.
La La Land uzyskał 14 nominacji do Oscarów, wyrównując rekord Titanica i Wszystko o Ewie. Zdobył 6 statuetek, w tym za najlepsze zdjęcia i najlepszą muzykę. Na 74. ceremonii wręczenia Złotych Globów film zdobył nagrody we wszystkich siedmiu kategoriach, w których był nominowany, w tym za najlepszy film muzyczny i dla najlepszego reżysera. Otrzymał również 11 nominacji i 5 nagród na 70. ceremonii wręczenia nagród Brytyjskiej Akademii Filmowej.

## Nagrody i nominacje
Wybrane nagrody i nominacje na podstawie IMDb.
89. ceremonia wręczenia Oscarów
- nagroda: najlepsza aktorka pierwszoplanowa – Emma Stone
- nagroda: najlepsza reżyseria – Damien Chazelle
- nagroda: najlepsza muzyka – Justin Hurwitz
- nagroda: najlepsza scenografia i dekoracja wnętrz – David Wasco, Sandy Reynolds-Wasco
- nagroda: najlepsze zdjęcia – Linus Sandgren
- nagroda: najlepsza piosenka – „City Of Stars”, Justin Hurwitz, Pasek and Paul
- nominacja: najlepszy film – Fred Berger, Jordan Horowitz, Marc Platt
- nominacja: najlepszy aktor pierwszoplanowy – Ryan Gosling
- nominacja: najlepszy scenariusz oryginalny – Damien Chazelle
- nominacja: najlepszy montaż – Tom Cross
- nominacja: najlepsza piosenka – „Audition (The Fools Who Dream)”, Justin Hurwitz, Pasek and Paul
- nominacja: najlepsze kostiumy – Mary Zophres
- nominacja: najlepszy dźwięk – Ai-Ling Lee, Andy Nelson, Steven Morrow
- nominacja: najlepszy montaż dźwięku – Ai-Ling Lee, Mildred Iatrou

74. ceremonia wręczenia Złotych Globów
- nagroda: najlepszy film komediowy lub muzyczny
- nagroda: najlepsza reżyseria – Damien Chazelle
- nagroda: najlepszy aktor w filmie komediowym lub musicalu – Ryan Gosling
- nagroda: najlepsza aktorka w filmie komediowym lub musicalu – Emma Stone
- nagroda: najlepsza muzyka – Justin Hurwitz
- nagroda: najlepszy scenariusz – Damien Chazelle
- nagroda: najlepsza piosenka – „City Of Stars”, Justin Hurwitz, Pasek and Paul